# 須藤豊
須藤 豊（すどう ゆたか、1937年4月21日 - ）は、高知県安芸郡安芸町（現：安芸市）出身の元プロ野球選手（内野手）・コーチ・監督、解説者。

## 経歴

### プロ入りまで
高知商業では2年次の1954年、遊撃手として片田謙二-小谷信雄のバッテリーを擁し春夏の甲子園に出場。春の選抜では準々決勝に進むが、この大会に優勝した飯田長姫高の「小さな大投手」光沢毅に抑えられ惜敗。夏の選手権は準々決勝で榎本喜八らのいた早稲田実を接戦で降すが、準決勝では松浦三千男・興津達男のいた静岡商に逆転負けを喫する。同年の北海道国体では、決勝で片田が新宮高の前岡勤也に投げ勝ち優勝を飾った。チームメイトの片田、小谷、中堅手の門田良三はいずれも広島に入団した。3年次の1955年夏は南四国大会決勝で城東高に敗れ、甲子園出場を逸する。

### 現役時代
夏の大会終了後、松田昇監督らの勧めで毎日オリオンズへ入団。1年目の1956年は春季キャンプに途中まで参加した後、卒業試験のため高知に帰郷していたが、球団からの電報で急遽チームに合流することになった。大急ぎで一軍がオープン戦で滞在している九州へ向かったが、球団は直後に高校出の選手は二軍で鍛える方がいいと思い直し、行き先変更の電報を打っていた。須藤は小倉の旅館に到着後に聞いて途方に暮れるが、旅館の二階からたまたま降りてきた別当薫監督に事情を説明すると「せっかく来たんだから、上がれ」と言ってくれた。その後はオープン戦を出場してから二軍へ行くという話になり、下関の大洋戦に代打で起用され、神田昌男から安打を打つ。今度は「お前、セカンドできるか」と聞かれ、須藤は二塁手未経験にもかかわらず、「大丈夫です。やったことあります」とまた調子良く返事してしまう。実際に2月26日の広島戦に二塁手でスタメン起用され、片田から安打を打った。3月には甲子園で大阪との定期戦があったが、卒業式と重なった。別当からは「帰らなかったら、大阪との定期戦に使うんだけどなぁ」と言われ、須藤は「分かりました。残ります」と即答。高知の母に電話して、結局は母が高校の卒業式に出て、卒業証書を貰った。その後にマネジャーから東京の本郷にある一軍の合宿所に荷物を送れと言われ、須藤はやったと思った。
3月21日の開幕カード・東映戦（駒沢）ダブルヘッダー第1試合で島田恒幸に代わって途中出場し、第2試合では8番・二塁でスタメンに名を連ね、2打数2安打を記録。11-5の大勝に貢献し、別当の起用に応えた。初安打はプロ2打席目に米川泰夫から左中間にライナーで打ち、2打席目は同級生の富永格郎から打った。8月23日の阪急戦（駒沢）では延長12回裏無死一塁で、梶本隆夫から左中間を破る二塁打を放ち、一塁走者沼澤康一郎が生還してサヨナラ打になった。9月30日の高橋戦（後楽園）では中野隆夫からプロ入り初本塁打を放つが、自身唯一の満塁本塁打であった。6回裏二死満塁、カウント1-1から中野の3球目の内角直球を左翼席へ運んだ。
若手中心のチーム作りを志す別当や西本幸雄二軍監督の下、入団後2年間は正二塁手として活躍。2年目の1957年には規定打席（打率.278、リーグ11位）にも達するが、3年目の1958年に大映の球団合併（大毎オリオンズとなる）に伴い、大映の正二塁手であった佐々木信也にポジションを奪われる。その後も二塁には小森光生や八田正が起用され、須藤の出場機会は減少し、以後は守備固めでの出場が多くなる。1960年の大洋との日本シリーズでも1打席のみの出場に留まり、1961年からは就任した宇野光雄監督との間に確執を生じていた。同年7月25日の東映戦（駒沢）で左腕の橋詰文男が救援登板してきたため、宇野は右の代打を探すが、谷本稔・小森・上条皇裕を使ってしまった後で、須藤のみが残っていた。8回の攻撃中に主将格の田宮謙次郎から「スー、出番来るから体動かしとけ」と言われて、気合いを入れてバット振って準備していたが、ここで宇野から「なーんだ、スーしかおらんのか。仕方ねぇなあー、そんならお前行けや」と配慮のない言葉を受けたため、激怒した須藤は「監督なら、誰が残っているかくらいしっかり覚えときや!」と宇野を怒鳴った 。ウェーティングサークルでバットを振っていた須藤は、コーチスボックスに戻る宇野に自軍ベンチや8000人の観衆にさえ聞こえるような大声で怒鳴ると、頭に血が上ってバッティングどころじゃなくなり、初球を打って三塁への平凡なゴロに終わる。チームは逆転勝ちしたが、怒りは収まらず、翌日に二軍行きとなった。こうした経緯もあり、同年11月に須藤は土居章助との交換で読売ジャイアンツへトレード移籍した。
1962年は藤本伸・塩原明と二塁手の定位置を争い、二塁手としてはチーム最多の84試合に出場する。1963年には船田和英が台頭する一方で、須藤は打率.159と不振で出場機会が減るが、1964年には57試合に先発出場、うち23試合に2番打者として起用される。規定打席には届かなかったが、打率.280の好記録を残すなど、再び二塁の定位置を奪い返す。1965年には開幕から先発として起用されるが打撃が低迷し、土井正三の入団もあって、控えに回ることが多くなったが、貴重なバイプレーヤーとして存在感を示す。V9前、初期の巨人の中でムードメーカーとなり、ベンチでの野次将軍ぶりは他球団でも有名となる。試合前に川上哲治監督の目の前を「きょうの須藤は調子がいいなあ」などと、大声で独り言を言いながら通り過ぎたりすると、川上も思わず吹き出して、ついスタメンで使ってしまったこともあった。王貞治・長嶋茂雄といった同年代のスター選手にも、言うべきことは言う姿勢で臨み、意見が食い違うこともあったが、自分の思うところは堂々と主張。とりわけ王との仲は2人きりで酒を酌み交わすまでになり、一方で主力選手がスランプになると、専門の打撃投手がいない時代に自ら打撃投手を買って出て、打ちやすいボールを投げて調整に協力を惜しまないなど、後にコーチとして才能を開花させるその片鱗を見せていた。1965年の南海との日本シリーズでは第1戦から第3戦まで先発出場している。1968年には二軍コーチ兼任となり、独特のダミ声を張り上げ、選手が倒れるまでノックバットを握りしめて情け容赦なくしごいた。二軍でくすぶっていた上田武司らを一軍へ上げる実績を残す一方、プロ13年目のベテランとしてイースタン・リーグの試合に出場し若手に見本をみせることもあった。須藤の一軍出場は僅か1試合に終わり、同年限りで現役を引退。

### 引退後（指導者時代）
引退後も巨人で二軍守備コーチ（1969年 - 1973年）→一軍守備コーチ（1974年 - 1975年）を務め、コーチ専任後は相手とよく話し、知ることから始め、そこから野球の指導に入っていった。ゴロの捕り方など基本中の基本から入り、正面に誰でも捕れるような緩いゴロをころがした。最初は選手達から何でこんな練習するのかという顔をされたが、色々な話をして、一緒に食事した結果、練習の意味も理解されるようになった。在任中は中学時代はバレーボールの選手で、野球はほとんど素人の河埜和正を指導。俊足ながらベースランニングは無駄が多く、リードをとっても頭を前にひょっこり出して自信なさげで「カメ」というあだ名が付いたほどであったが、須藤は天性の強肩と、バレーで鍛えた足腰のバネに注目。時々であったが、三遊間の深い位置から、軽くジャンピングスローで、安打性の当たりをアウトにするなど、天性の素材にかけた。スローイングについて、低い球を投げることを口すっぱく教えた。1975年には球団創設以来、初の最下位に転落した責任に加えて長嶋との対立もあり退団。須藤も、6月の時点でユニホームを脱ぐことを決めていたという。
巨人退団にあたって、須藤は日本ハムの大沢啓二監督やロッテの金田正一監督が「守備コーチで来てくれ」と声をかけてくれたが、「プロ野球はもういい」と思うくらいに打ちのめされていた。その後、須藤は埼玉県川口市の鉄建用の丸棒メーカー「向山工場」でサラリーマン生活を4年間経験しながら、勤務先の休日にはニッポン放送解説者としても活動した。
向山工場は社長が一代で築いた会社で、須藤とは以前から付き合いがあり、この人の下で働いてみたいと思っていた。社長には「プロ野球でスポットライトを浴びた人が勤まるところじゃない」「本当にどこも行くところがなくなったらおいで」と何回も断られたが、妻と一緒に頭を下げて、なんとか雇ってもらえることになった。年が明けて1月5日が初出勤であったが、ろくに電車に乗ったことが無かったため、前もって通勤の練習をした。恵比寿駅から2度乗り換え、川口駅からバスで20分かかった。朝5時半に起きて8時過ぎに職場に着き、須藤は営業に配属されると思ったが、作業着に安全靴、黄色いヘルメットを手渡された。まず工場でデリバリー担当を命じられたのは、「どうやって鉄ができるか、理解して売らないとダメだ」という社長の親心であった。鉄の製造、スクラップをしている工場はとにかく暑く、塩を舐めながら作業をしないと体がもたず、ものすごい騒音が耳に響いた。工員と一緒に風呂に入り、毎日午後8時に帰宅していたため、プロ野球は一切見なかった。初任給は同僚らと同じ月給19万5000円であり、1日の小遣いが1000円になった。2年目の1977年からは営業に回り、どこの商社に行っても皆が野球好きで顔は覚えてくれたが、すぐに商売にはならなかった。商社相手の輸出部門で、英語の契約書を読まなければならず、鉄の知識も必要であったため、毎日が勉強の日々であった。第2次オイルショックで鉄も売れない時期であり、夜遅くまで食事や麻雀に付き合い、また朝早く出掛けるという、工場勤務とは違った辛さも経験。よく値切られたが、工員から自社製品の素晴らしさを聞いていたため、自信と誇りを持って値引きせず売ることができた。仕事に慣れて売り上げがよくなる一方で、野球を見ると再び血が騒ぐのを感じ、営業3年目に入った1979年、ある土曜の昼に社長に呼び出された。唐突に「うちは肩書きをつけると、なかなか辞められない」「（肩書き入り）名刺をつくろうと思うけど、どうだ?」と聞かれ、須藤は「実は…」と、恩師の別当が球団取締役を務める大洋から二軍監督で誘われていることを伝えると、社長は「それはチャンスだ。おまえはいつか、帰ると思っていた。好きにしなさい」と快く送り出した。
1980年に大洋二軍監督に就任し、高木豊・屋鋪要・市川和正らを育てる。在任中は1年目の同年が5位、2年目の1981年が6位と思ったような成績ではなかったが、須藤は陣頭指揮に立ち選手を奮い立たせた。須藤は「ファームは一軍の貯水池」をモットーに時には鉄拳制裁も辞さなかったほか、覇気のない投手を試合途中にもかかわらず、荷物をまとめさせ、遠征先の秋田から横浜へ強制送還したり、巨人戦で石橋貢が4死球を受けると、バットを持って古巣のベンチに殴り込みに行くなど、チームにアグレッシブな姿勢を植え付ることに心血を注いだ。サラリーマン時代の経験を生かし、「ファーム月間優秀賞」を設けて、若手に目標を持たせて表彰。賞品にはラジカセを用意するなど、厳しい姿勢だけでなく、アイディアを出してチームを引っ張っていった。当時は球場も出来たばかりであり、試合前や終了後には須藤はコーチらと共にリヤカーで砂を入れたり、土を慣らしたりとグラウンド整備をやっていた。大久保弘司がスライディングをした際に土の中から針金が出てきて足を怪我したこともあったが、休んだ場合は翌日のゲームでメンバーが足りなくなるため、医者に頼んで出場できるようにしてもらったこともあった。
大洋退団後は日本テレビ解説者（1982年）を経て、藤田元司監督の要請を受けて巨人に復帰。二軍守備・走塁コーチ（1983年 - 1984年）→一軍守備・走塁コーチ（1985年）を務め、1986年、ヘッドコーチに昇格した国松彰の後任として二軍監督に就任。在任中は「チームの勝利と育成の両立」に力を注ぎ、「勝敗は二の次」といったファームにはびこる悪癖を一掃。その熱い指導の下でイースタン・リーグ4連覇、ジュニア日本選手権3連覇も達成。1989年に平塚でオリックスを倒して3連覇を成し遂げると、須藤は6度宙に舞った。一軍の2年ぶりの優勝のために選手を次々と供給するため、加えて故障者続出の中で、控え投手が内野を守らなければならない中での優勝に、須藤の目には涙が流れていた。村田真一を試合経験を積ませて味のある女房役に育て、非力でも守備と犠打で一軍で通用するようにと、川相昌弘にマンツーマン指導。盗塁王・緒方耕一は須藤から積極的に次の塁を奪う姿勢を学び、ファームの試合で三振の山を築きながらも、我慢して使い続けた井上真二は一軍昇格後、ここ一番の場面で遺憾なく実力を発揮した。同年は監督に復帰した藤田と吉村禎章の一軍昇格を巡る確執があり退団。
1990年には大洋の監督に就任し、コーチ陣はヘッドコーチに江尻亮、投手コーチに小谷正勝、守備走塁コーチに米田慶三郎の大洋OBを迎えて首脳陣も一新した。バッテリーコーチは佐野元国。サラリーマン生活の中で「明るく、楽しく、夢を持て」との信念を持つに至った須藤はこれをアグレッシブ（気迫）、ファンダメンタル（基本）、テクニック（技術）と置き換え、それぞれの頭文字をとった「AFT野球」の浸透に全力を注ぐ。大洋監督就任後は手始めに何かと巨人に噛みつくことで自ら気迫を見せ、ナインの闘争心を煽った。一方で須藤はナインとの対話を重視し、佐々木主浩の卒業試験を気にかけ、斉藤明夫には「俺はわからんことだらけだから教えてくれ」とアドバイスを求めた。キャンプ終盤には「自分たちの応援スタイルを作ろう。採用者には監督賞を出す」と宣言したが、これは当時近鉄ベンチなどで流行っていた得点シーンでのお祭り音頭に倣ったもので、選考の末に清水義之考案の「もういっちょ音頭」が採用され、大洋ベンチにはしばらくの間「もういっちょう!」の声が響き渡った。ベテラン加藤博一や、一度は引退を決意した田代富雄が翻意して共に代打で活躍し、遠藤一彦は抑え転向で見事にカムバック賞を獲得。高知商の後輩である中山裕章はエースの期待をかけられ開幕投手に抜擢され、清水に横谷彰将・宮里太と若手の起用もハマり、チームは開幕から巨人と首位争いを演じた。6月5日には14連敗を喫していた巨人・斎藤雅樹から9回土壇場で高木豊が逆転2ランを放つなど、セの台風の目となる。夏場以降は息切れし、最終的には64勝66敗3分で惜しくも勝率5割は切ったものの念願のAクラス入りを果たし、セを盛り上げた須藤にはリーグ特別功労賞が送られた。野村弘樹も11勝を挙げて頭角を現し、ジム・パチョレックが高木とのチーム内での争いを制し、首位打者を獲得した。優勝した巨人に24ゲーム、64勝66敗ながら3位、チームを7年ぶりのAクラスに導いたが、大洋ホエールズとしてのAクラスはこの年が最後であった。
1991年は現役メジャーリーガーのR.J.レイノルズを獲得して打線の強化するが、故障者続出もあり5位に転落。しかし、勝ち星は前年と同じ（64勝66敗）で阪神が圧倒的最下位であったこともあり、首位から5位までのゲーム差は10しかなかった。野村がローテを守ってチームトップの15勝を挙げ、岡本透も11勝、リリーフでは2年目の佐々木主浩が守護神になり、中継ぎでは盛田幸妃が台頭する明るい話題も続出した。大野雄次とソリが合わず、大野は1991年オフに巨人へトレードされた。しかし、オフに中山がスキャンダルを起こして逮捕され（解雇）、球界に衝撃が走る。1992年はラリー・シーツを獲得し、打線の強化を図ったが、序盤から低迷すると5月3日に休養した。須藤の後任にはヘッドコーチの江尻が就任し、同年オフに須藤は退団した。
1992年10月26日に巨人の監督に復帰したばかりの長嶋の要請で、須藤も巨人のヘッドコーチとして2度目の復帰を果たす。1994年には参謀役としてチームのリーグ優勝・日本一に貢献するが、1995年は3位に終わり一軍外野守備走塁コーチの蓑田浩二と共にクビになった。
退団後は日本テレビ、NHK BS1解説者（1996年）を経て、1997年からは西武ヘッドコーチに就任。監督の東尾修は「監督経験があるので作戦面に明るいだけではなくバッターの気持ちやプライドを理解できるコーチだった。」と述べている。同年7月10日の近鉄戦で東尾監督が審判に対して暴力行為を振るい、3試合の出場停止処分となり須藤も3試合監督代行を務めた。松井稼頭央・大友進・高木大成の成長と2年連続リーグ優勝に貢献したが、長年のノックのやり過ぎから股関節を痛め、1999年退任。
退任後の2000年からはCS解説者を務め、2003年10月10日にはヘッドコーチとして再び巨人に復帰。新監督の堀内恒夫の参謀役を期待されるが、2004年9月13日に退団。

### 引退後（解説者時代）
2005年からラジオ日本解説者、および四国アイランドリーグ・高知ファイティングドッグスのアドバイサリースタッフにも就任した（現在は退任）。
2025年1月31日までは夕刊フジ専属評論家としても活動していた。

## 人物
- 監督・コーチ時代には、プロ野球名鑑の趣味の項目に「しょうちゅうでの語らい」と記述していた[25]。同じく監督・コーチ時代には、抗議の際帽子を叩き付け顔を紅潮させるという一種のパフォーマンスを行っており、この事が平光清の著書でも触れられている。また、選手に対する鉄拳でも有名で、二軍時代の斎藤雅樹も須藤に殴られた事があるという。

- フジテレビの「さらば、愛しきプロ野球…。」では、現役・指導者時代に亘って長く在籍した巨人時代を振り返り、「長嶋・王は、ともに選手を悪く言わなかったが、他人の言うことに耳を貸さない頑固な指導者だった」と語っている。

- 野球解説も熱く、歯切れが良く、暖かみとユーモアに満ちた解説が特徴で、『ズームイン!!SUPER』では前身の『ズームイン!!朝!』時代からレギュラーコメンテーターを務めていた。また、『ズームイン!!サタデー』のレギュラーコメンテーターもコーチ時代を除いて務めていた。

## 詳細情報

### 年度別打撃成績
| 年 度      | 球 団      | 試 合 | 打 席 | 打 数 | 得 点 | 安 打 | 二 塁 打 | 三 塁 打 | 本 塁 打 | 塁 打 | 打 点 | 盗 塁 | 盗 塁 死 | 犠 打 | 犠 飛 | 四 球 | 敬 遠 | 死 球 | 三 振 | 併 殺 打 | 打 率 | 出 塁 率 | 長 打 率 | O P S |
| ---------- | ---------- | ----- | ----- | ----- | ----- | ----- | -------- | -------- | -------- | ----- | ----- | ----- | -------- | ----- | ----- | ----- | ----- | ----- | ----- | -------- | ----- | -------- | -------- | ----- |
| 1956       | 毎日 大毎  | 133   | 399   | 372   | 23    | 90    | 13       | 3        | 1        | 112   | 22    | 8     | 5        | 9     | 0     | 18    | 0     | 0     | 51    | 13       | .242  | .277     | .301     | .578  |
| 1957       | 毎日 大毎  | 110   | 409   | 370   | 42    | 103   | 16       | 6        | 1        | 134   | 34    | 3     | 6        | 6     | 4     | 29    | 0     | 0     | 43    | 8        | .278  | .331     | .362     | .693  |
| 1958       | 毎日 大毎  | 103   | 279   | 253   | 22    | 48    | 7        | 0        | 1        | 58    | 11    | 2     | 1        | 6     | 0     | 20    | 0     | 0     | 34    | 4        | .190  | .249     | .229     | .478  |
| 1959       | 毎日 大毎  | 42    | 84    | 75    | 5     | 10    | 2        | 1        | 1        | 17    | 4     | 2     | 0        | 2     | 2     | 5     | 0     | 0     | 13    | 1        | .133  | .188     | .227     | .414  |
| 1960       | 毎日 大毎  | 56    | 90    | 84    | 8     | 20    | 2        | 0        | 1        | 25    | 2     | 2     | 1        | 1     | 0     | 5     | 0     | 0     | 17    | 1        | .238  | .281     | .298     | .579  |
| 1961       | 毎日 大毎  | 60    | 122   | 118   | 8     | 27    | 3        | 1        | 1        | 35    | 6     | 2     | 0        | 0     | 0     | 3     | 0     | 1     | 19    | 2        | .229  | .254     | .297     | .551  |
| 1962       | 巨人       | 92    | 217   | 203   | 17    | 41    | 10       | 3        | 0        | 57    | 6     | 5     | 2        | 5     | 0     | 8     | 0     | 1     | 32    | 6        | .202  | .236     | .281     | .517  |
| 1963       | 巨人       | 73    | 120   | 113   | 9     | 18    | 2        | 1        | 0        | 22    | 3     | 3     | 3        | 0     | 0     | 7     | 0     | 0     | 11    | 1        | .159  | .208     | .195     | .403  |
| 1964       | 巨人       | 84    | 244   | 225   | 29    | 63    | 9        | 1        | 0        | 74    | 24    | 9     | 4        | 6     | 0     | 11    | 0     | 2     | 26    | 4        | .280  | .319     | .329     | .648  |
| 1965       | 巨人       | 98    | 220   | 195   | 14    | 45    | 4        | 0        | 1        | 52    | 19    | 3     | 3        | 7     | 4     | 14    | 1     | 0     | 21    | 5        | .231  | .282     | .267     | .549  |
| 1966       | 巨人       | 70    | 118   | 98    | 4     | 19    | 3        | 1        | 0        | 24    | 6     | 3     | 0        | 8     | 0     | 11    | 2     | 1     | 10    | 4        | .194  | .282     | .245     | .527  |
| 1967       | 巨人       | 37    | 47    | 43    | 2     | 11    | 2        | 0        | 1        | 16    | 6     | 0     | 1        | 1     | 0     | 3     | 0     | 0     | 7     | 1        | .256  | .304     | .372     | .676  |
| 1968       | 巨人       | 1     | 0     | 0     | 0     | 0     | 0        | 0        | 0        | 0     | 0     | 0     | 0        | 0     | 0     | 0     | 0     | 0     | 0     | 0        | ----  | ----     | ----     | ----  |
| 通算：13年 | 通算：13年 | 959   | 2349  | 2149  | 183   | 495   | 73       | 17       | 8        | 626   | 143   | 42    | 26       | 51    | 10    | 134   | 3     | 5     | 284   | 50       | .230  | .277     | .291     | .568  |

- 毎日（毎日オリオンズ）は、1958年に大毎（毎日大映オリオンズ）に球団名を変更

### 年度別監督成績
| 年度      | 年度      | チーム    | 背番号    | 順位      | 試合 | 勝利 | 敗戦 | 引分 | 勝率 | ゲーム差               | チーム 本塁打          | チーム 打率            | チーム 防御率          | 年齢                   |
| --------- | --------- | --------- | --------- | --------- | ---- | ---- | ---- | ---- | ---- | ---------------------- | ---------------------- | ---------------------- | ---------------------- | ---------------------- |
| 1990年    | 平成2年   | 大洋      | 78        | 3位       | 133  | 64   | 66   | 3    | .492 | 24                     | 90                     | .266                   | 3.94                   | 53歳                   |
| 1991年    | 平成3年   | 大洋      | 78        | 5位       | 131  | 64   | 66   | 1    | .492 | 10                     | 66                     | .269                   | 3.74                   | 54歳                   |
| 1992年    | 平成4年   | 大洋      | 78        | 5位       | 131  | 61   | 69   | 1    | .469 | 9                      | 97                     | .249                   | 3.75                   | 55歳                   |
| 通算：3年 | 通算：3年 | 通算：3年 | 通算：3年 | 通算：3年 | 288  | 138  | 147  | 4    | .488 | Aクラス1回、Bクラス2回 | Aクラス1回、Bクラス2回 | Aクラス1回、Bクラス2回 | Aクラス1回、Bクラス2回 | Aクラス1回、Bクラス2回 |

※1990年から1996年までは130試合制
※2 1992年は、休養する前の5月2日までの成績(7勝15敗)
※3 通算成績には1997年西武での監督代行3試合(3勝0敗)を含む

### 背番号
- 31（1956年 - 1961年）
- 30（1962年 - 1968年）
- 79（1969年 - 1975年）
- 72（1980年 - 1981年）
- 78（1983年 - 1995年、2004年）
- 77（1997年 - 1999年）

## 出演番組
- ラジオ日本ジャイアンツナイター（2005年より出演）
- Dramatic Game 1844 - 出演していた、日本テレビのプロ野球中継の現行タイトル
- ニッポン放送ショウアップナイター（1978年 - 1979年）
- ズームイン!!朝!
- ズームイン!!SUPER
- ズームイン!!サタデー（6時台のみ、隔週出演。2009年3月28日放送分をもって卒業）